# Krakauer Zeitung (1915)
Krakauer Zeitung – krakowski niemieckojęzyczny dziennik ukazujący się w latach 1915–1918, oficjalny organ wojskowej komendantury Twierdzy Kraków. 

## Historia
Jak podaje krakowski „Czas” wcześniej ukazywał się wydawane przez prywatnego wydawcę pismo „Der Korrepondenz”, które przestało wychodzić. Dlatego komenda Twierdzy podjęła decyzję o wydawaniu nowego pisma dla przebywających w mieście żołnierzy. Gazeta ukazywała się siedem razy w tygodniu jako dziennik wieczorny. Pierwszy numer wyszedł wieczorem 15 grudnia 1915 roku. Pismo miało zawierać depesze z placu boju, komunikaty urzędowe i magistratu Miasta Krakowa oraz felietony. Wydawcą, pierwszym redaktorem i - w większości numerów - redaktorem odpowiedzialnym gazety był pochodzący z Wiednia księgarz, pisarz i aktor Erwin Engel.